# Про управління імперією
«Про управління імперією» (лат. De Administrando Imperio, оригінальна назва — грец. Πρὸς τὸν ἴδιον υἱὸν Ρωμανόν — «Моєму сину Роману») — історико-географічний трактат Костянтина Багрянородного (Порфірогенета) з описом народностей і сусідів Візантійської імперії, написаний між 948 і 952 роками в настанову спадкоємцю Костянтина — Роману II. Цінне джерело з історії українців, росіян, вірмен, грузинів, печенігів, угорців (названі в тексті «турками»), хозарів і ряду інших народів.

## Трактат
Трактат написаний у довірчій манері, він не призначався для публікації і залишився невідомий сучасникам. Текст зберігся в трьох рукописах, дві з яких знаходяться в Парижі, а третя — у Ватиканській апостольській бібліотеці.
Відомості про київські землі, які приводить Костянтин, очевидно, почерпнуті з розповіді купця-варяга, що подорожував Дніпром. Багато з цих відомостей унікальні: наводиться інша назва Києва — Самбат, повідомляється про князювання юного Святослава Ігоревича в Немогарді (декілька можливих гіпотез - це місто на річці Неман або Новгород Сіверський. Прихильники норманської теорії стверджують, що це Новгород Ільменський), дається опис полюддя. В трактаті «Про управління імперією» Костянтин Багрянородний вперше згадує Витичів, як могутній порт на Дніпрі поблизу Києва.
У 9-у розділі трактату сказано, що частина купецької флотилії до Константинополя приходила «з Немогарда» (Nεμογαρδάς), в якому сидів Сфендослав, син Інгора, архонта Русі".
Трактат — єдине західне джерело, де окремо описуються народ русь та їхні пактиоти (данники) — східні племена слов'ян.

## Зміст
Трактат складається з 53 розділів. Перші 8 розділів (а також розділ 37) присвячені опису союзників Візантії пачинакитів (печенігів) і сусідніх з ними народів : турків (угрів), русі (розд. 2, 4, 9 — причому він уперше використовує слова Русь і хозари (розд. 10, 12). Частина книги описує історію арабів (розд. 14-22). Також Костянтин пише про країни європейського Середземномор'я: про Іспанію (розд. 23-24), Італію (розд. 26-27) про Далмацію та переселення хорватів та сербів під проводом невідомого князя (розд. 29-36). Окрему увагу візантійський автор приділяє історії Кавказу (розд. 42-46).